# Nagybölgyén
Nagybölgyén (régebben Felső-Bölgyén, szlovákul Veľké Bedzany) Nagytapolcsány városrésze, egykor önálló község Szlovákiában, a Nyitrai kerület Nagytapolcsányi járásában.

## Fekvése
Nagytapolcsánytól 5 km-re északra fekszik.

## Története
Vályi András szerint "BÖLGYÉNY. (Nagy, és Kis) Két tót falu Nyitra Vármegyében, Nagy Tapolcsánhoz egy mértföldnyire: Koross mellett, mellynek filiáji, birtokosa Gróf Újfalussy Uraság, lakosai katolikusok, meglehetős termékenységűek, egy völgyben fekszik mind a’ két Bölgyény, első Osztálybéli."
Fényes Elek szerint "Bölgyén (Felső), tót falu, Nyitra vármegyében, 287 kath., 8 zsidó lak. Határok termékeny; bükkös erdejük szép. F. u. gr. Berényi s más nemesek."
1910-ben 370, túlnyomóan szlovák lakosa volt. A trianoni békeszerződésig Nyitra vármegye Nagytapolcsányi járásához tartozott.

## Külső hivatkozások
- Nagytapolcsány város hivatalos oldala
- Nagybölgyén Szlovákia térképén